# André Voisin (écrivain)
Pour les articles homonymes, voir André Voisin.
André Voisin, né le 18 juin 1923 à Fresnay-sur-Sarthe et mort le 10 mars 1991 à Fillinges, est un homme de théâtre et de télévision, écrivain et peintre français. Il fut directeur des programmes de l'ORTF entre 1961 et 1968 et directeur de la Prospective auprès du directeur de l'ORTF de 1968 à 1970.

## Biographie
André Voisin est né d'un père imprimeur et d'une mère corsetière au no 5 de la place Thiers à Fresnay-sur-Sarthe (Sarthe). 
Il fut élève de Charles Dullin, ami d'Antonin Artaud. Il fonda le Théâtre de la 1re armée française, le Théâtre national marocain, le Théâtre national de la Fédération du Mali et dirigea le Théâtre-École Marigny à Paris de 1956 à 1960.
De 1961 à 1968 André Voisin contribue aux côtés de Pierre Schaeffer au succès du Service de la recherche de l'ORTF, comme directeur des programmes.
Auteur-réalisateur de la série Les Conteurs, de 1964 à 1973, André Voisin a mis en boîte plus de cinquante conteurs cadrés en gros plan et en noir et blanc. Il a reçu entre autres Per Jakez Helias, Anjela Duval et Jiddu Krishnamurti. 
Il fut producteur, avec Jacques Delrieu, de la série « Civilisations », émissions consacrées aux grandes civilisations menacée de disparition.
Il réalisa et produisit aussi des émissions pilotes comme « Plateforme zéro » avec Jacques Higelin et Jean Rochefort. Il fut l'auteur et le réalisateur de la série « Suivez Budart ou Le feuilleton dérisoire »,.
Libéré de ses charges fonctionnelles en 1971, il revient avec plaisir à la création personnelle en compagnie de Jacotte Chollet.
De 1971 à 1985, il co-produit et co-réalise sur TF1 avec Jacotte Chollet, de nombreuses émissions et séries : Carrefour du monde, Évasion, Les Contes du solstice, Les Contes à vivre debout, La Roue de la vie, Chasse à l'homme, La passion de la vie. 

## Ouvrages
- Les contes du roi-singe, Paris, éditions de Paris, 1958
- Adieu Grand Berger, Paris, éditions Robert Laffont, 1971
- Don Fernando, d'après les souvenirs de Fernand Fournier-Aubry, éditions Robert Laffont, 1972
- L'herbe tendre, éditions Robert Laffont, 1985

## Œuvres radiophoniques et audiovisuelles
- 1950 - À la recherche de St Georges
- 1952 - Les aventures de Pick et Carillon : 50 épisodes d'aventure vécues par 2 clowns
- 1959 - La chasse à l'ours - suite canadiennes des aventures (24 épisodes franco-canadiens)
- 1962 - Mise en œuvre de la série « Les conteurs »
- 1962-1973 : Les conteurs : 52 titres de Jean-Pierre Chabrol à Maxine de New York.
- 1965 - Émissions pilotes - Le jeu des définitions, Plateforme zéro avec Jacques Higelin et Jean Rochefort
- 1970-1971 : Suivez Budart (Télé France - Films)
- 1972 - Carrefours du monde – 4 films documentaires sur New York, Beyrouth et Jérusalem.
- 1973-1975 - Évasion
- 1976 - Les Contes du solstice
- 1977 - Les Contes à vivre debout[9]
- 1978-1979 - La Roue de la vie
- 1980-1983 - Chasse à l'Homme
- 1984-1985 - La Passion de la vie